# 13 minuti
13 minuti (13 Minutes) è un film del 2021 diretto da Lindsay Gossling.

## Trama
Quattro famiglie vengono messe a dura prova quando sulla città di Minninnewah, in Oklahoma, si abbatte un'enorme tempesta, dando loro solo 13 minuti per mettersi al riparo prima che il più grande tornado mai registrato devasti la città. Sulla scia della devastazione totale, ognuno deve superare le proprie differenze e trovare la forza in se stessi - e gli uni negli altri - per sopravvivere.